# Sthenias puncticornis
Sthenias puncticornis es una especie de escarabajo longicornio del género Sthenias, tribu Pteropliini, subfamilia Lamiinae. Fue descrita científicamente por Fairmaire en 1891.

## Descripción
Mide 14-19 milímetros de longitud.

## Distribución
Se distribuye por Kenia y Tanzania.